# Leptostylopsis monticola
Leptostylopsis monticola là một loài bọ cánh cứng trong họ Cerambycidae.